# Mauritz Andersson
Mauritz Andersson, född 22 september 1886 i Göteborg, död 1 november 1971 i Göteborg, var en svensk brottare. Han blev olympisk silvermedaljör i grekisk-romersk stil  -73 kg i London 1908. Han fick sex egna barn: Maj, Kersti, Lizzie, Gösta, Tor och Åke. De tre sistnämnda bytte senare efternamn från Andersson till Rindeborg.